# Оливейра, Алессандро Андраде де
Алессандро Андраде де Оливейра (порт.-браз. Alessandro Andrade de Oliveira; 27 мая 1973, Тейшейра-ди-Фрейтас, Баия), более известен под именем Алессандро Камбальота (порт.-браз. Alessandro Cambalhota) — бразильский футболист, правый нападающий.

## Карьера
Алессандро Камбальота начал карьеру в клубе «Гремио Новоризонтино». С 1992 года он стал играть за основной состав команды. В 1994 году футболист выиграл серию С. В 1995 году Камбальота перешёл в клуб «Васко да Гама», за который переживал с детства. 17 марта 1996 года он дебютировал в составе команды в матче с «Американо» (2:0). 9 июня Алессандро забил первый мяч за клуб, поразив ворота «Флуминенсе» (2:0). Однако игра футболиста не устраивала тренерский штаб. В результате чего Камбальота, проведший за год лишь 16 матчей, покинул «Васко».
В 1996 году главный тренер «Сантоса» Жозе Тейшейра пригласил его в команду. 4 сентября он дебютировал в составе команды в матче с «Жувентуде» (1:1). С этим клубом Алессандро выиграл турнир Рио — Сан-Паулу. С приходом на пост главного тренера «Сантоса» Вандерлея Лушембурго, Камбальота потерял место в основном составе команды и был вынужден уехать на правах аренды в японский клуб «Джубило Ивата». В этом клубе форвард дебютировал 8 сентября 1997 года. За «Джубило» Алессандро играл два сезона, проведя 22 матча и забив 8 голов в чемпионате страны и 6 матчей и один гол в Кубке Императора. Возвратившись в «Сантос», Камбальота стал твёрдым игроком основного состава. Он выиграл Кубок КОНМЕБОЛ в 1998 году, а спустя год стал лучшим бомбардиром турнира Рио — Сан-Паулу. Всего за «Сантос» Алессандро провёл 117 матчей и забил 34 гола.
В начале 1999 года Камбальота был куплен клубом «Порту». С этой командой он выиграл . А через год отпраздновал победу в Кубке Португалии. Однако Камбальота очень редко выходил на поле в стартовом составе. По мнению нападающего, главный тренер команды Фернанду Сантуш не доверял ему. Ещё одним фактором Алессандро назвал то, что президент «Порту» Аделину Калдейра перед подписанием контракта убедил бразильца, что клуб покинет его конкурент по правому флангу нападения Капушу. Олнако этого не произошло. За клуб футболист провёл 35 матчей и забил один гол, поразив ворота «Боавишты». Игрок был арендован «Флуминенсе». Он дебютировал в составе команды 19 июля 2000 года в матче с «Риу-Гранди» (1:0). За клуб Камбальота провёл 29 матчей и забил один гол.
В 2001 году Алессандро был арендован клубом «Крузейро». 13 марта он дебютировал в составе команды в матче со «Спортингом Кристал» (1:0). С этим клубом он выиграл Кубок Сул-Минас и чемпионат штата Минас-Жерайс, проведя 24 матча и забив 7 голов. В 2003 году он шесть месяцев выступал за «Атлетико Минейро», проведя 21 матч и забив 6 голов. Потом выступал за кувейтский клуб «Аль-Араби». В 2004 году Камбальота стал игроком «Коринтианса». 24 июля 2004 года он сыграл первый матч за клуб, в котором тот проиграл «Флуминенсе» со счётом 0:2. 4 декабря того же года он забил первый и единственный мяч за «Тимао», поразив ворота «Васко да Гамы». Всего за клуб Алессандро провёл 14 матчей. Затем играл за «Сан-Каэтано» и «Аль-Ахли» из Джидды. В том же году он сыграл 13 матчей и забил 4 гола за «Фигейренсе».
В 2006 году форвард уехал в турецкий клуб «Денизлиспор». Он провёл в составе команды 26 матчей и забил 5 голов, из которых 21 матч и 3 гола в чемпионате Турции. Затем футболист выступал за команду «Кайсери Эрджиесспор». После вояжа в Турцию, Алессандро возвратился в Бразилию. Там он играл за «Гуаратингету» и «Нороэсте». В 2009 году Камбальота проводил переговоды с «Гремио Катандувенсе», но сделка не состоялась. Годом позже он стал игроком «Линенсе». В 2012 году Алессандро возвратился в «Гремио Новуризонтино», воссозданный годом ранее. Проведя там сезон, футболист завершил карьеру. После завершения игровой карьеры, Камбальота остался работать в административном аппарате «Гремио Новуризонтино». Также он владеет небольшой сельскохозяйственной компанией и фирмой по производству резины для шин.

## Международная статистика
| Матчи Алессандро Гамбальоты за сборную Бразилии | Матчи Алессандро Гамбальоты за сборную Бразилии | Матчи Алессандро Гамбальоты за сборную Бразилии | Матчи Алессандро Гамбальоты за сборную Бразилии | Матчи Алессандро Гамбальоты за сборную Бразилии | Матчи Алессандро Гамбальоты за сборную Бразилии | Матчи Алессандро Гамбальоты за сборную Бразилии |
| ----------------------------------------------- | ----------------------------------------------- | ----------------------------------------------- | ----------------------------------------------- | ----------------------------------------------- | ----------------------------------------------- | ----------------------------------------------- |
| №                                               | Дата                                            | Место проведения                                | Оппонент                                        | Счёт                                            | Голы                                            | Турнир                                          |
| 1                                               | 28 марта 1999                                   | Сеул                                            | Южная Корея                                     | 0:1                                             | —                                               | Товарищеский матч                               |

## Достижения

### Командные
- Победитель турнира Рио — Сан-Паулу: 1997
- Обладатель Кубка КОНМЕБОЛ: 1998
- Обладатель Суперкубка Португалии: 1999
- Обладатель Кубка Португалии: 1999/2000
- Обладатель Кубка Сул-Минас: 2002
- Чемпион штата Минас-Жерайс: 2002

### Личные
- Лучший бомбардир турнира Рио — Сан-Паулу: 1999 (5 голов)

## Личная жизнь
Камбальота женат на Ане Пауле. У них двое детей — Алессандро Жуниор и Ана Бела.